# Ariska språk
Ariska språk är en numera en alternativ benämning på den indoariska språkgruppen. Tidigare var det en benämning på den indoeuropeiska språkfamiljen.